# Bentharca asperula
Bentharca asperula ist eine Muschel-Art aus der Familie der Archenmuscheln (Arcidae).

## Merkmale
Das gleichklappige Gehäuse ist im Umriss annähernd länglich-rhombisch bis keilförmig. Die maximale Länge beträgt 10 Millimeter. Es ist deutlich länger als hoch (L/B-Index = 1,6), und vergleichsweise schlank und nicht bauchig (L/D-Index 3,2). Der hintere Gehäuseteil ist stark ausgezogen, der Wirbel befindet sich bei etwa einem Viertel der Gesamtdorsallänge vom Vorderende entfernt. Die Wirbel sind niedrig und überragen den annähernd geraden, sehr langen Dorsalrand. Der Dorsalrand geht am Vorderende fast rechteckig gewinkelt in den Vorderrand über. Am hinteren Ende ist der Übergang des Dorsalrandes zum Hinterrand stumpf gewinkelt. Der Hinterrand fällt dann zunächst gerade oder sogar leicht konkav gewölbt ab. Das Hinterende ist gewinkelt oder eng gerundet. Auch der Übergang zum eigentlichen Ventralrand kann wiederum schwach stumpf gewinkelt sein. Der Ventralrand ist sehr schwach gewölbt oder sogar leicht konkav gewölbt. Der Vorderrand ist schwach gerundet, fällt sehr flach ab und geht ohne Bruch in die Wölbung des Ventralrandes über. Im Ventralrand ist deutlich die Einbuchtung des Byssus zu sehen; hier klaffen die beiden Klappen auch bei geschlossenem Gehäuse. Der zunächst am Wirbel ansetzende Rücken zum Winkel zwischen Hinter- und Ventralrand verflacht sich rasch und ist schon vor der Hälfte der Strecke zum Hinterrand nicht mehr wahrnehmbar. Das Hinterende ist breit gerundet, das Vorderende gewinkelt. Im Mittelfeld verläuft ein vom Wirbel ausgehender flacher Sinus zum Ventralrand des Gehäuses. Das Dorsalfeld ist eng und flach. Der innere Gehäuserand ist glatt.
Der Schlossrand ist gerade, das Schloss taxodont. Das Ligament erstreckt sich zuerst über den hinteren Dorsalrand, später dann auch zwischen die Wirbel. Die Zähnchen des Schlosses sind sehr klein und sitzen in zwei Gruppen von einem zahnfreien Teil der Schlossplatte getrennt auf einer schmalen Platte. In der vorderen Gruppe sind es fünf Zähnchen, hinten stehen sechs Zähnchen. Die vorderen Zähnchen stehen schräg zur Schlossplatte, die hinteren Zähnchen sind annähernd parallel zum Dorsalrand angeordnet.
Die Schale ist dünn, aber nicht durchscheinend. Die Ornamentierung besteht aus konzentrischen, weit auseinander stehenden niedrigen Rippen, die durch radiale Reihen von Borsten unterbrochen werden. Das Periostracum ist auf dem hinteren Gehäusefeld zu dunkelbraunen Borsten ausgezogen, auf dem Mittelfeld und dem vorderen Gehäusefeld ist es gekräuselt. Die Schale selber ist weißlich.
Die zwei Schließmuskeln sind ungleich groß; der vordere Schließmuskel ist kleiner als der hintere Schließmuskel.

## Geographische Verbreitung und Lebensraum
Das Verbreitungsgebiet der Art erstreckt sich über fast alle Ozeane mit Ausnahme der Arktis und Antarktis. Sie leben dort in einer Tiefe von 430 bis über 5000 Meter Wassertiefe. Im östlichen Atlantik wurden sie z. B. auch in den tieferen Bereichen der Biskaya und des Rockall-Troges nachgewiesen.
Die Tiere heften sich mit dünnen Byssusfäden an kleine Steine und andere Hartsubstrate an, darunter auch an die Gehäuse von Limopsis tenella.

## Taxonomie
Die erste Beschreibung dieser Art publizierte William Healey Dall im Jahr 1881 als Macrodon asperula. Das Taxon ist die Typusart der Gattung Bentharca Verrill & Bush, 1898. Synonyme von Bentharca asperula (Dall, 1881) sind: Arca culebrensis E. A. Smith, 1885, Arca endemica Dall, 1908, Arca paserula Sheldon, 1916, Arca profundicola Verrill & Smith in Verrill, 1885 und Arca pteroessa E. A. Smith, 1885.

## Belege

### Online
- Marine Bivalve Shells of the British Isles: Bentharca asperula (Dall 1881) (Website des National Museum Wales, Department of Natural Sciences, Cardiff)